# Ван Дипен, Тони
Тони ван Дипен (нидерл. Tony van Diepen; род. 17 апреля 1996, Алкмар, Северная Голландия) — нидерландский легкоатлет, чемпион Европы 2021 года, серебряный призёр летних Олимпийских игр 2020 в Токио в эстафете 4х400 метров.

## Биография
Родился 17 апреля 1996 года в городе Алкмар, Нидерланды. Родители его были спортсменами. Его отец был успешным бегуном с препятствиями на 3000 метров в свое время и спортивным образцом для подражания для своего сына. Шестилетним учеником Тони начал заниматься легкой атлетикой в клубе «AV Hera» в Хеерхуговарде, где его сначала тренировал прадед, а позже его тренировали бабушка Хенни Винкель и мать Бьянка.
Вскоре после того, как национальный тренер Грете Коэнс пригласил его тренироваться в Папендале в 2012 году, Ван Дипен добился первых успехов. Будучи юниором категории B, он уже выиграл свой первый национальный титул среди юниоров в беге на 800 м в 2013 году.
На международных юношеских чемпионатах, в которых он участвовал в те годы, ему не удалось выйти в финал, хотя он был близок к этому в беге на 800 метров на чемпионате мира 2014 U20 в Юджине, США.
В 2016 году, в первый год своей карьеры в старших классах, Ван Дипен улучшил свой личный рекорд на 800 м до 1,48,51. Однако на национальных чемпионатах он теперь соревновался в беге на 400 м, на котором он сначала выиграл несколько серебряных медалей, прежде чем выиграть свой первый титул на чемпионате Нидерландов в помещении в 2018 году. Затем он дважды становился чемпионом страны. В отличие от этих успехов в закрытых помещениях, на открытой воздухе у него есть «только» один национальный титул: в 2018 году он стал чемпионом страны как в помещении, так и на открытом воздухе.
В 2021 году Ван Дипен участвовал как в индивидуальном беге на 400 м, так и в эстафете 4×400 м на чемпионате Европы в помещении в Торуни. Это принесло ему серебро и золото, лучшие достижения в его карьере. В индивидуальной дистанции он финишировал вторым с результатом 46,25 после своего соотечественника Боневация, который обыграл его на национальном чемпионате Нидерландов в помещении.
Ранее он устанавливал свой личный рекорд на этой дистанции на 46,06 в полуфинале. Затем ван Дипен в качестве «ведущего» одержал победу над голландской командой в беге 4×400 м, в которую также входили Йохем Доббер, Лимарвин Боневация и Рэмси Анджела., в безопасности, оставив всех конкурентов позади в 3.03.45. Впервые в истории голландская команда стала чемпионами в беге 4×400 м. Хорошая форма голландской четверки была впоследствии подтверждена в мае во время Мировых эстафет в Хожуве, Польша. В таком же построении голландская команда одержала победу в беге 4×400 м за 3.03.45, и снова Ван Дипен стал последним бегуном, обеспечившим победу в финальном спринте.

## Олимпиада 2020 в Токио
На летних Олимпийских играх 2020 года в Токио Тони ван Дипен выиграл серебряную медаль в эстафете 4х400 метров. Вместе с ним этапы бежали Лимарвин Боневасия, Терренс Агард и Рэмзи Анджела. Эстафетная команда из Нидерландов в финале уступила первенство команде США и опередила команду Ботсваны.

## Личные рекорды
На открытом воздухе
- 200 метров — 22,23 (Вагенинген 2018)
- 400 метров — 45,83 (Ла Шо-де-Фон 2019)
- 600 метров — 1: 16.08 (Плицхаузен 2018)
- 800 метров — 1: 44,14 (Париж 2022)
- 1500 метров — 3: 53,58 (Тилбург 2020)

В помещении
- 400 метров — 46,06 (Торунь 2021)
- 600 метров — 1: 17,73 (Ульштейнвик 2020)
- 800 метров — 1: 46,36 (Льевен 2023)